# Alejandro Bodart
Hugo Alejandro Bodart (n. 2 de diciembre de 1963, Córdoba) es un dirigente político argentino. Fue legislador de la Ciudad de Buenos Aires entre 2011-2015, es secretario general del Movimiento Socialista de los Trabajadores (MST) en el Frente de Izquierda y de los Trabajadores - Unidad, y coordinador de la Liga Internacional Socialista. Integra la redacción del periódico Alternativa Socialista y el portal Periodismo de Izquierda.

## Actividad política
Fue diputado en la Legislatura de la Ciudad Autónoma de Buenos Aires de 2011 a 2015. 
En mayo de 2014, se presentó una denuncia formal en la Fiscalía Federal N.º 2 contra las empresas YPF y Chevron, y al entonces Gobernador de la provincia de Neuquén Jorge Sapag.

Que venimos por el presente en los términos del artículo 174 y cctes. del Código Procesal Penal de la Nación Argentina a interponer formal denuncia contra el Gobernador de la provincia de Neuquén Jorge Sapag y/o contra aquel que resulte responsable por la posible comisión del delito de incumplimiento de los deberes de funcionario público y abuso de autoridad, tal como lo prevén los arts. 248 y 249 del Código Penal de la Nación, y del delito de contaminación ambiental en grado de tentativa, tipificado en el artículo 55, 56 y 57 de la Ley 24.051.

Crítico de los acuerdos entre la CGT y el gobierno de Mauricio Macri, ha catalogado a la central obrera de cómplice de un pacto antiobrero y antipopular que cuenta  con el visto bueno de la Iglesia Católica, con el propósito de  resguardar la “paz social”.
Defensor de la legalización del aborto como derecho esencial de las mujeres. Y propulsor de la separación de la Iglesia del Estado.

Ante el 15.º aniversario del 2001, en que Argentina recuerda los hechos que derivaron en la renuncia del entonces presidente Fernando de la Rúa expresó:
“En el país se van acercando los elementos para que ocurra un nuevo 2001 y quien lo fogonea es el gobierno macrista con su ajuste. Mañana a las 16 toda la izquierda vamos al acto en Plaza de Mayo, donde nuestro orador será Guillermo Pacagnini (Cicop). Desde Congreso, el MST y el Nuevo MAS vamos a marchar en una gran columna conjunta del nuevo frente: IZQUIERDA AL FRENTE por el socialismo.”  “El Argentinazo del 2001 ya demostró que el pueblo argentino, cuando se cansa, puede voltear a los presidentes inútiles. El gran desafío es construir una alternativa fuerte desde la izquierda para derrotar el ajuste y lograr un gobierno de los trabajadores y el pueblo.”
En 2015 fue precandidato a presidente de la Nación por el Movimiento Socialista de los Trabajadores con Vilma Ripoll como candidata a vicepresidenta.
En 2019 fue candidato a Legislador de la Ciudad Autónoma de Buenos Aires por el Frente de Izquierda y de los Trabajadores - Unidad.